# Kerkonkoski kanal
Kerkonkoski kanal (fi. Kerkonkosken kanava) är kanal som förbinder sjöarna Niinivesi och Kiesimänjärvi i Norra Savolax. Kanalen är 1100 meter lång, har en sluss och en höjdskillnad på 5,40–5,60 meter. Kanalen byggdes 1919–1926.